# Aristazabal Hawkes
Aristazabal Hawkes, née à Vancouver, est une musicienne canadienne.
Née au Canada, avec des origines canadiennes et asiatiques, elle a été élevée en Angleterre. Elle a appris la contrebasse puis le jazz à la New School de New York. Elle fait actuellement partie du groupe de pop anglais Guillemots.